# Hayhurstia camphorosmae
Hayhurstia camphorosmae är en insektsart som beskrevs av Hille Ris Lambers 1959. Hayhurstia camphorosmae ingår i släktet Hayhurstia och familjen långrörsbladlöss. Inga underarter finns listade i Catalogue of Life.